# Gola Górowska
Gola Górowska est une localité polonaise de la gmina et du powiat de Góra en voïvodie de Basse-Silésie.

Histoire :
Trace d’occupation humaine remontant à l’âge du bronze de 3000 av. à 1200 av. J-C période de la Protohistoire et de l'Histoire caractérisée par l'existence de la métallurgie du bronze. 
A noter la découverte sur cette localité polonaise de plusieurs tombes ou inhumations visibles pouvant être datées de l’âge du bronze. La datation de ces Tumulus se les situes entre -3300 à -800 avant J.C.